# Szeged–Karlova-vasútvonal
Az egykori Szeged–Karlova-vasútvonal a Bánságban a Tisza bal partján található településeket kötötte össze.

## Története
A vasútvonalat a Szeged-Karlovai HÉV társaság építtette helyiérdekű vasútként. A 65 km hosszú vasútvonal 1897. szeptember 26-án nyílt meg. A vonal 23,6 kg/m tömegű "i" rendszerű sínekből épült kavicságyazaton, faaljakkal, sínszeges leerősítéssel. Forgalmi kezdőpontja Szeged volt, de csak Szőreg vasútállomáson ágazott ki a MÁV Szeged–Temesvár-vasútvonalából, Szeged és Szőreg között közös használatú volt a pálya. A vonal Szőregtől déli irányba indult a Tisza mentén, majd Karlova (ma Beodra része) állomásnál csatlakozott a Nagykikinda–Nagybecskereki HÉV vonalába. A két vasúttársaság már három évvel a Szeged–karlovai vonal megnyitása után, 1900-ban egyesült Szeged-nagykikinda-nagybecskereki  Egyesült HÉV néven. A vonatok az 1901-es menetrend szerint közvetlenül Szeged–Karlova–Nagybecskerek között közlekedtek (133. sz. vonal), míg Karlova és Nagykikinda közötti vonalszakasz külön menetrendi mezőt kapott (134). 1915-ben Tisza-híd és vasútvonal épült Zenta és Csóka között, így Csóka elágazó állomássá vált.
A trianoni határ kettévágta a vasútvonalat, túlnyomó része (Gyála–Törökkanizsa–Karlova) a Szerb–Horvát–Szlovén Királysághoz (későbbi Jugoszláviához) került. Magyarországon csak egy rövid 9 km-es szakasz maradt (Szőreg–Vedresháza), a szomszédos Szeged–Temesvár–vasútvonal is hasonlóképpen csonkán végződött Szőreg után.
A II. világháborúban, 1944-ben felrobbantották a szegedi vasúti Tisza-hidat, majd 1946-tól az ideiglenes fahíd elbontásával végleg megszűnt a vasúti átkelés Szegednél a Tiszán, ami fokozta a magyarországi vonalszakasz elszigeteltségét, ami így Újszeged–Vedresháza viszonylatra rövidült. 1946 októberében felszedték Vedresháza megállóhely és az országhatár közötti vonalszakaszt. A vonal megmaradt magyarországi szakaszát Szőreg és Vedresháza között 1959. október 1-jén szüntették meg kihasználatlansággal indokolva, 1961-ben a síneket is fölszedték. Az 1959–60-as vonalbezárások a magyarországi vonalbezárások első hullámának tekinthetők, ekkor jellemzően rövid, osztrák és jugoszláv határ mentén található elvágott vonalakat zártak be. A vonal megszűnése előtt a 156-os számot viselte.

## Jelenleg
A vajdasági oldalon jelenleg Csóka–Karlova (ma Beodra, szerbül Novo Miloševo, de a vasútállomás szerb neve Banatsko Miloševo) között van személy- és teherforgalom, amely a Szabadka–Zenta-vasútvonallal közösen a Szerb Államvasutak (ŽS) 33-as számú Szabadka–Zenta–Csóka–Beodra-vonalának része. Csókától észak felé haladva Törökkanizsáig a pálya megvan, de járhatatlan.  Ezen a szakaszon Csókától haladva megkezdték a síncserét "i"-ről "c" (34,5 kg/m) sínrendszerre, de Törökkanizsa előtt mintegy 2 km-re véget ér a "c" vágány, és az eredeti "i" (23,6 kg/m) vágány vezet tovább. Törökkanizsától északra Gyáláig és az országhatárig tartó szakaszt felszedték.

## Képek

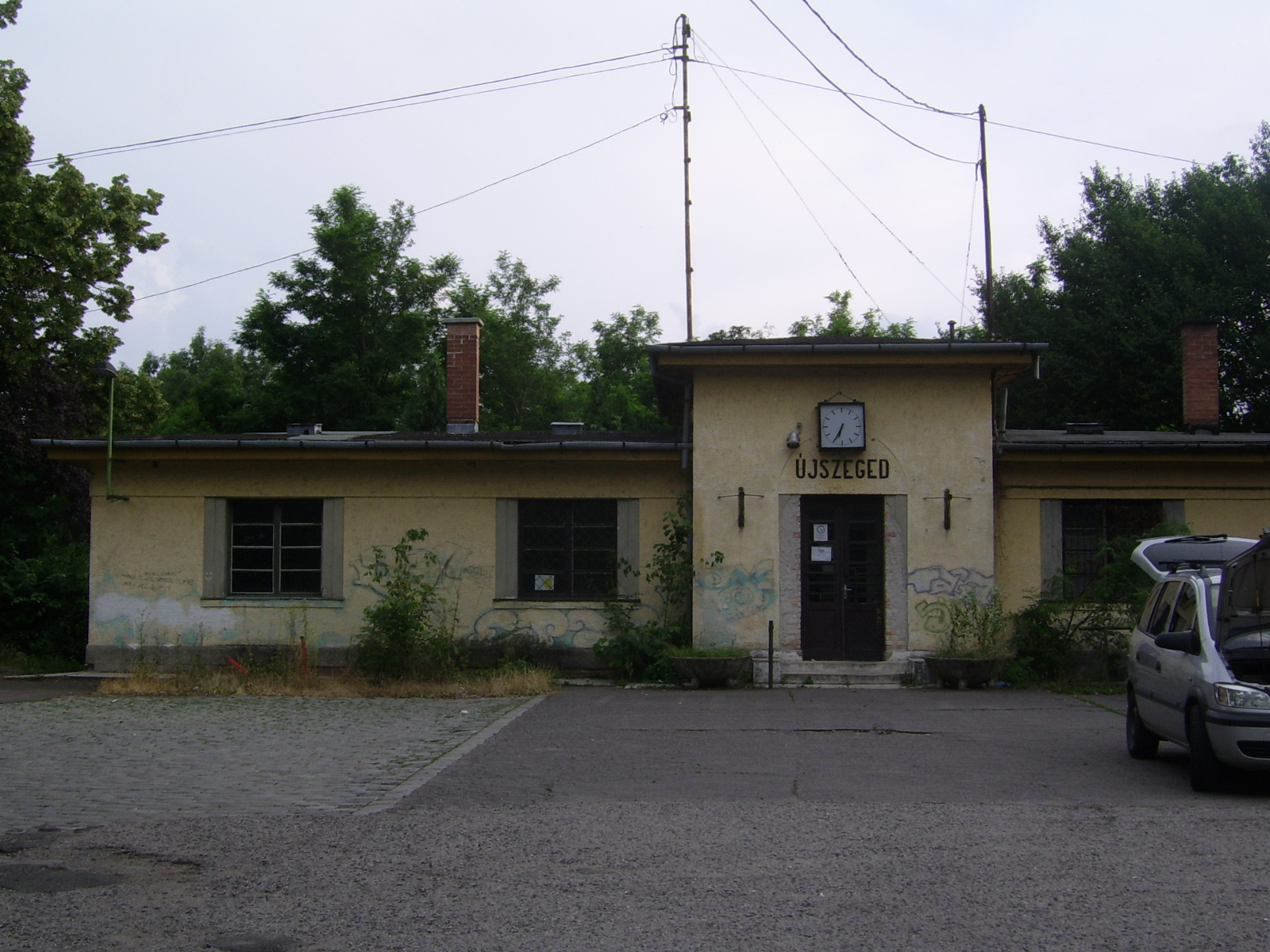
Újszeged vasútállomás
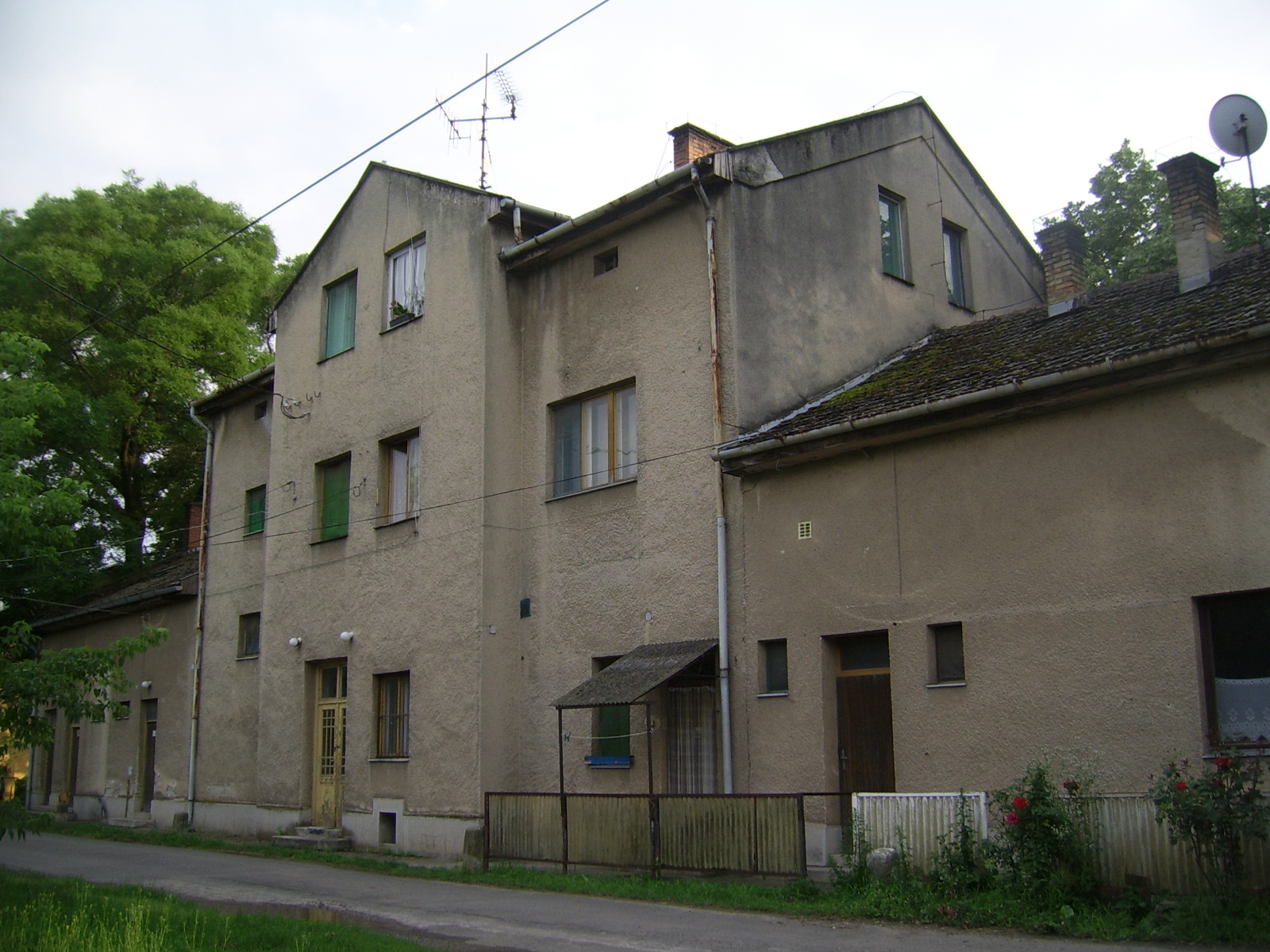
Szőreg vasútállomás
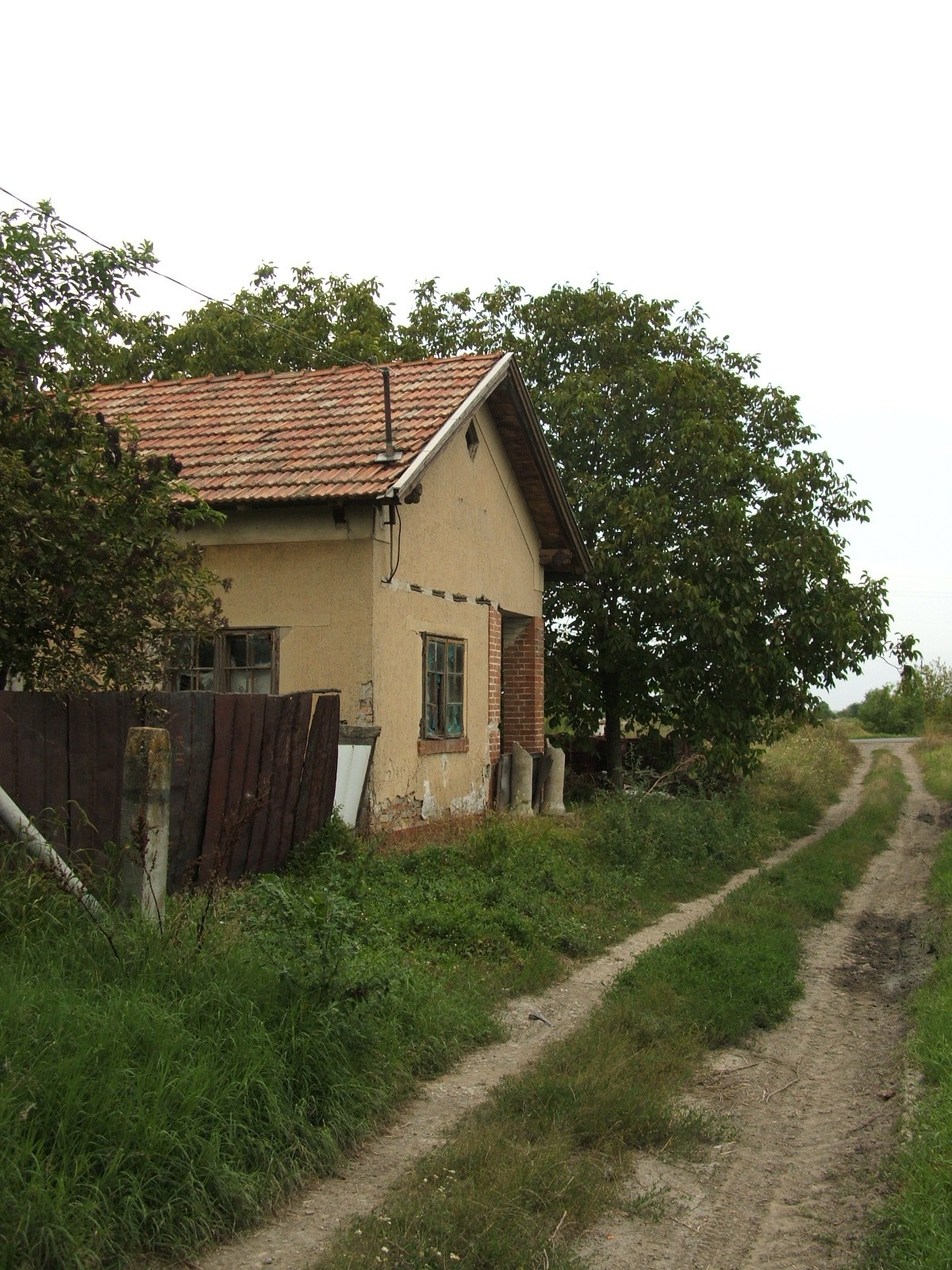
Vedresháza megállóhely épülete (3. sz. őrház), a magyarországi szakasz végpontja 1959-ig. Kitérővágány, körüljárási lehetőség nem volt. A vasút a kép előterében látható földút helyén ment.
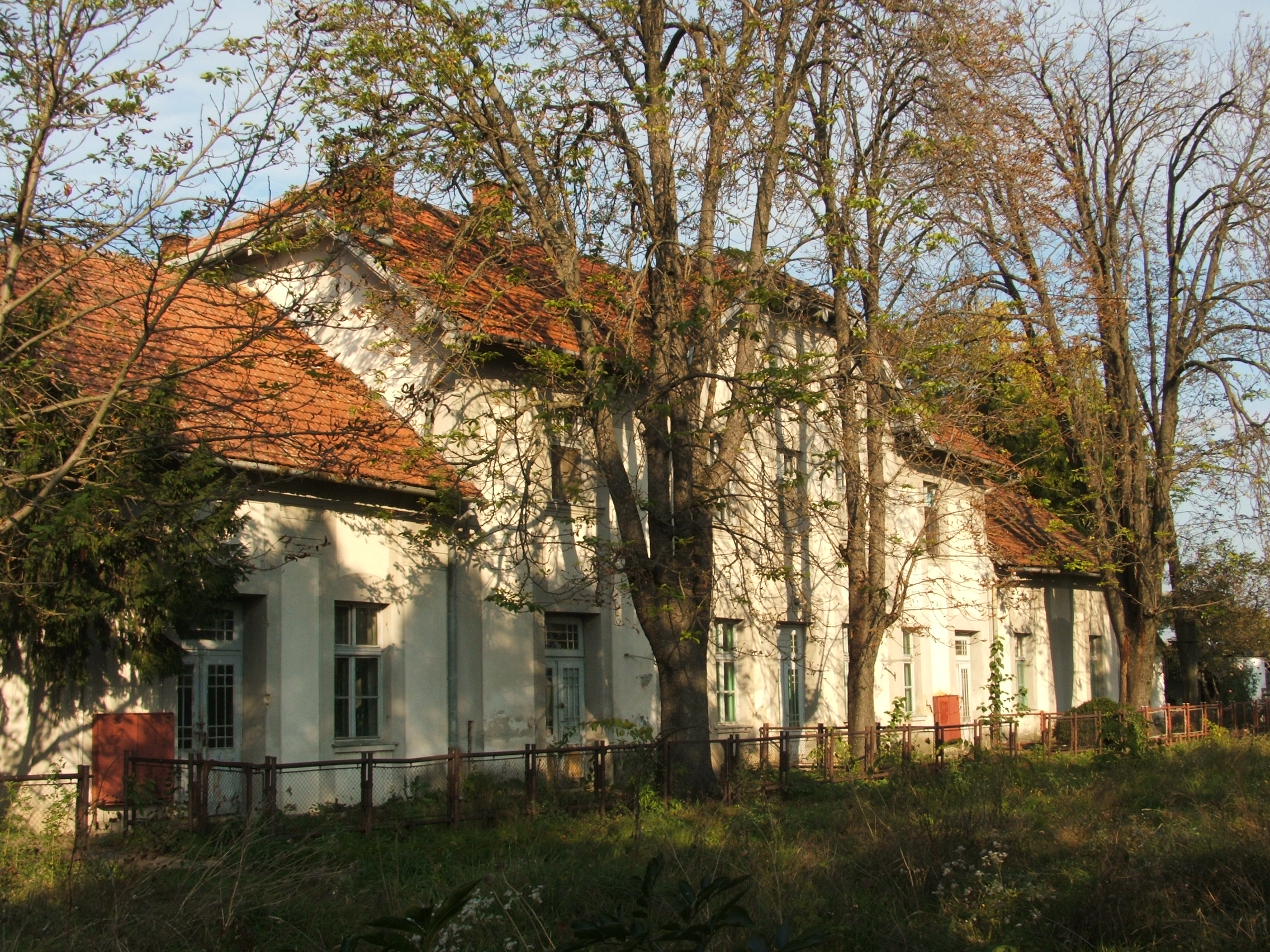
Törökkanizsa bezárt állomása
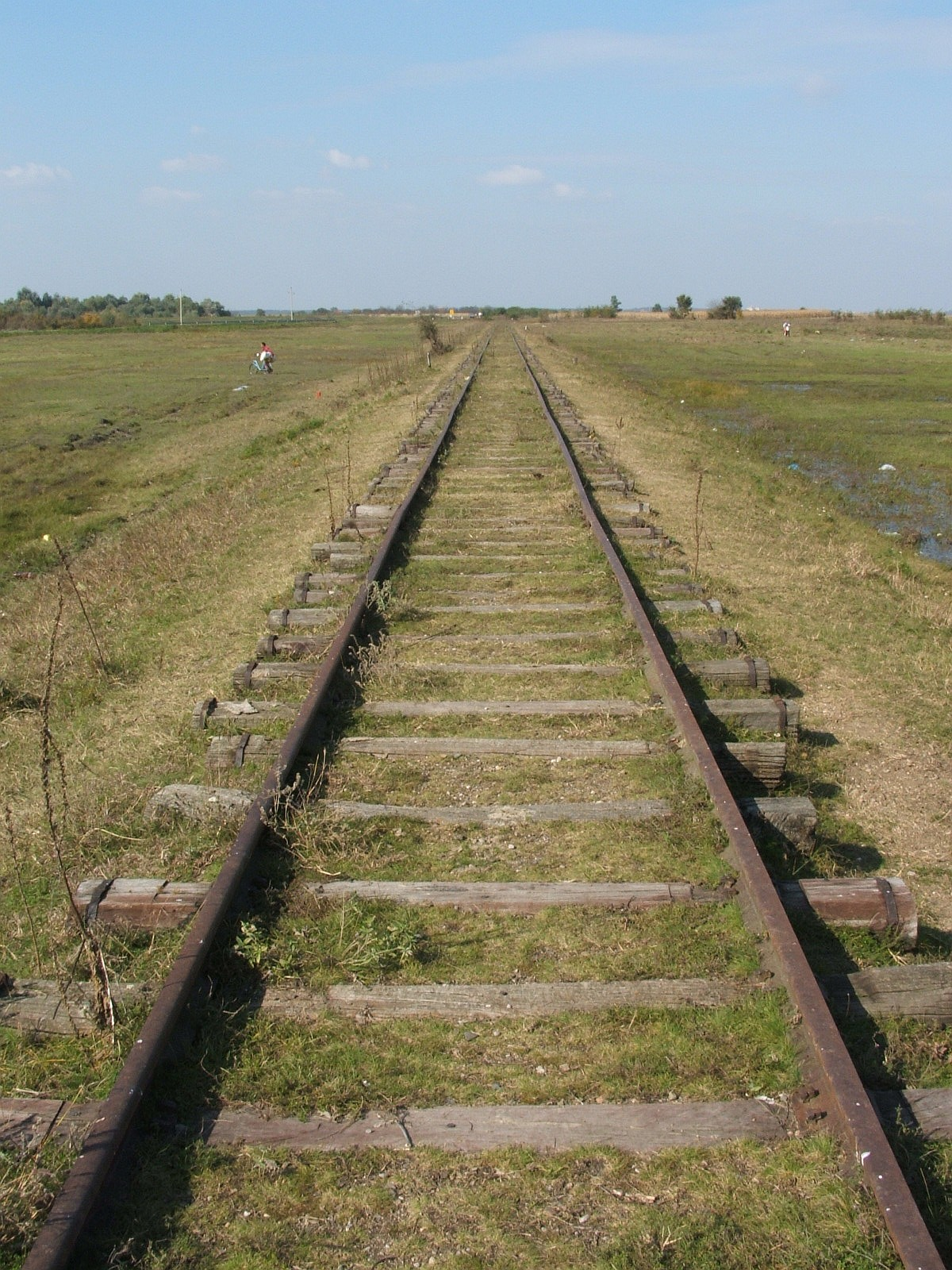
Használaton kívüli szakasz Szanád közelében. Itt a vágány átépült "c" sínrendszerre.
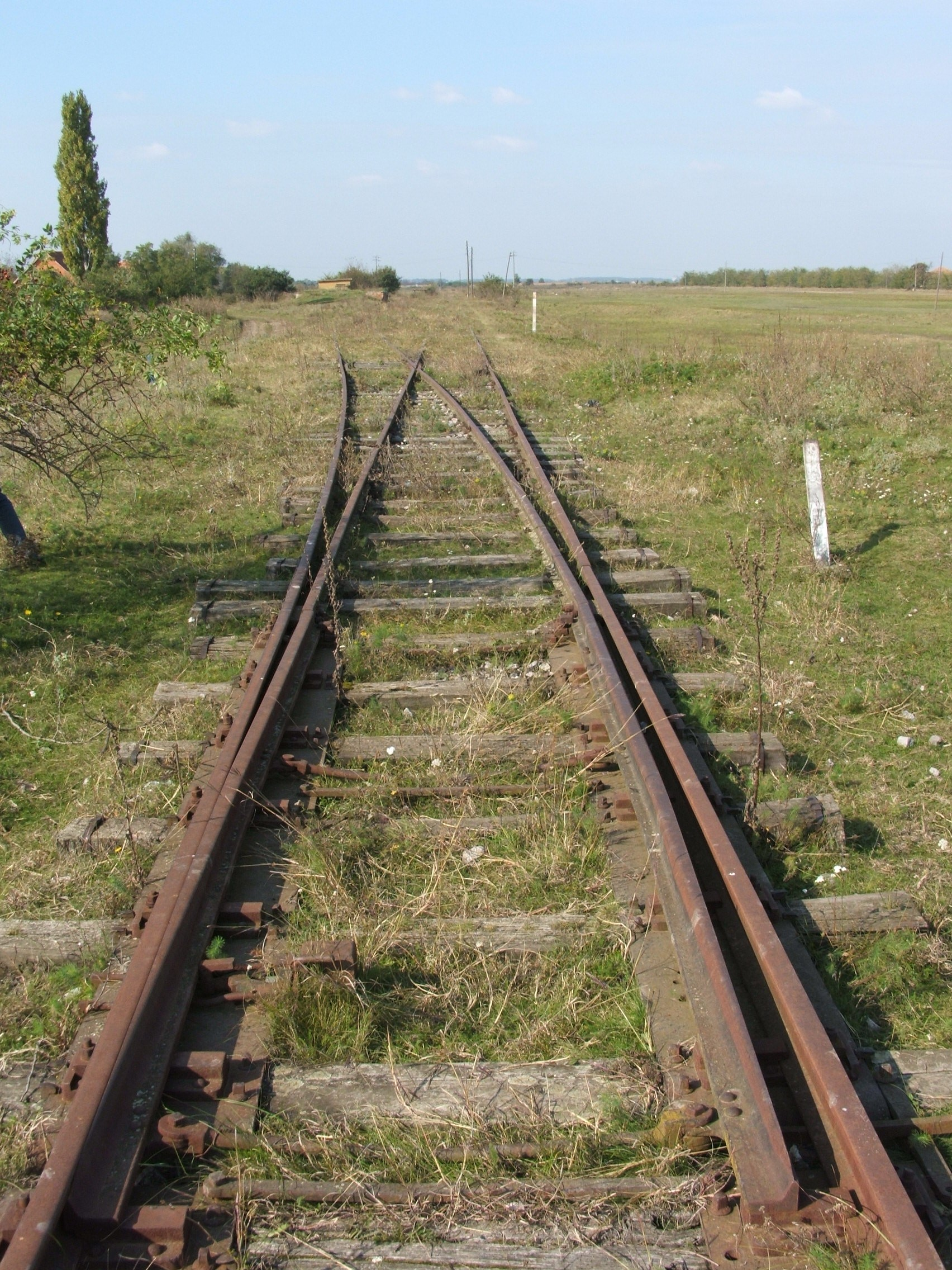
Szanád vasútállomás egykori rakodóvágánya, amely ma csonkavágányként végződik. Az állomást elbontották.
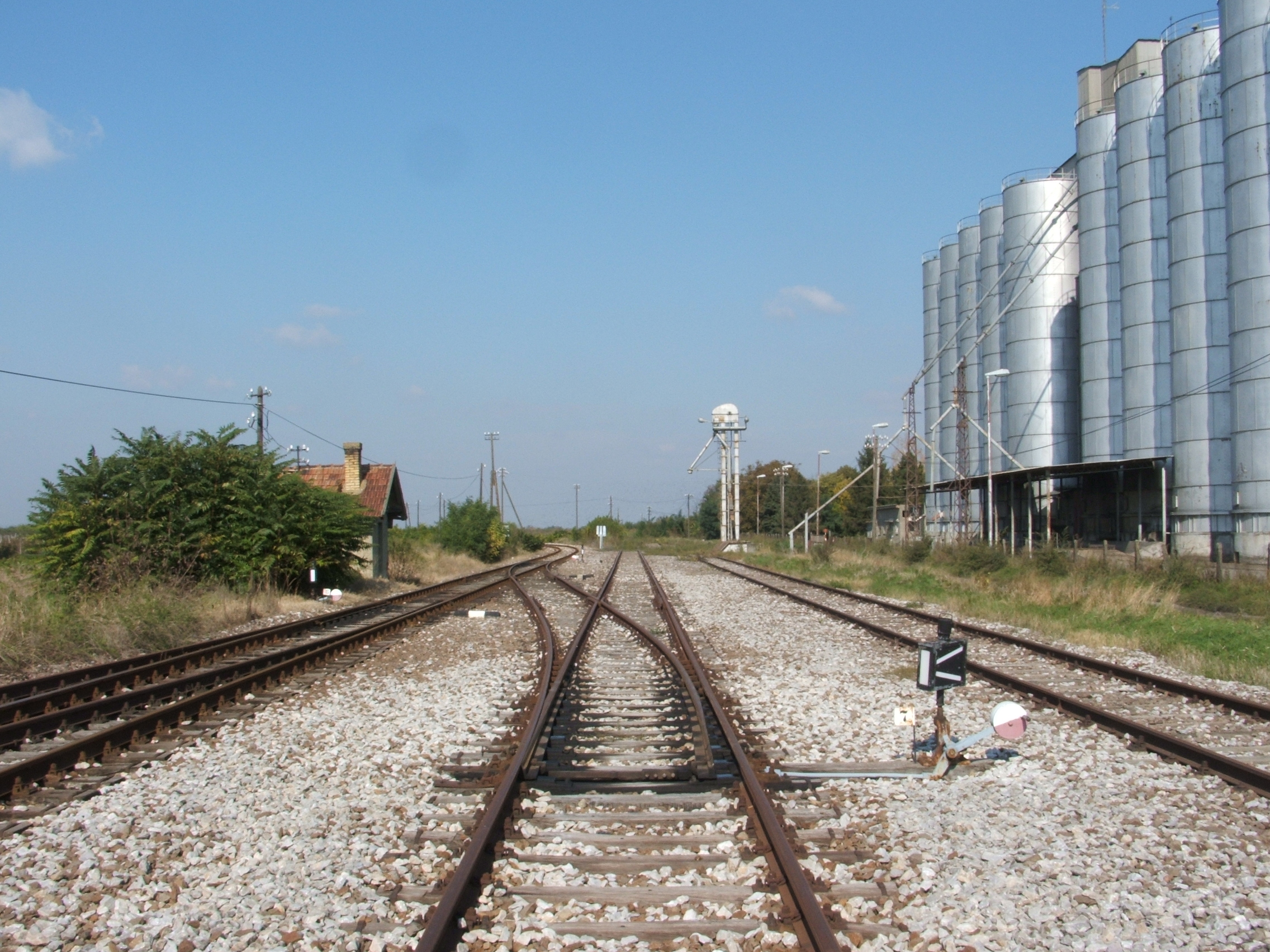
Elágazás Csóka vasútállomás északi végén: az egyenes vágány Törökkanizsa felé vezet, balra a zentai vonal ágazik ki.
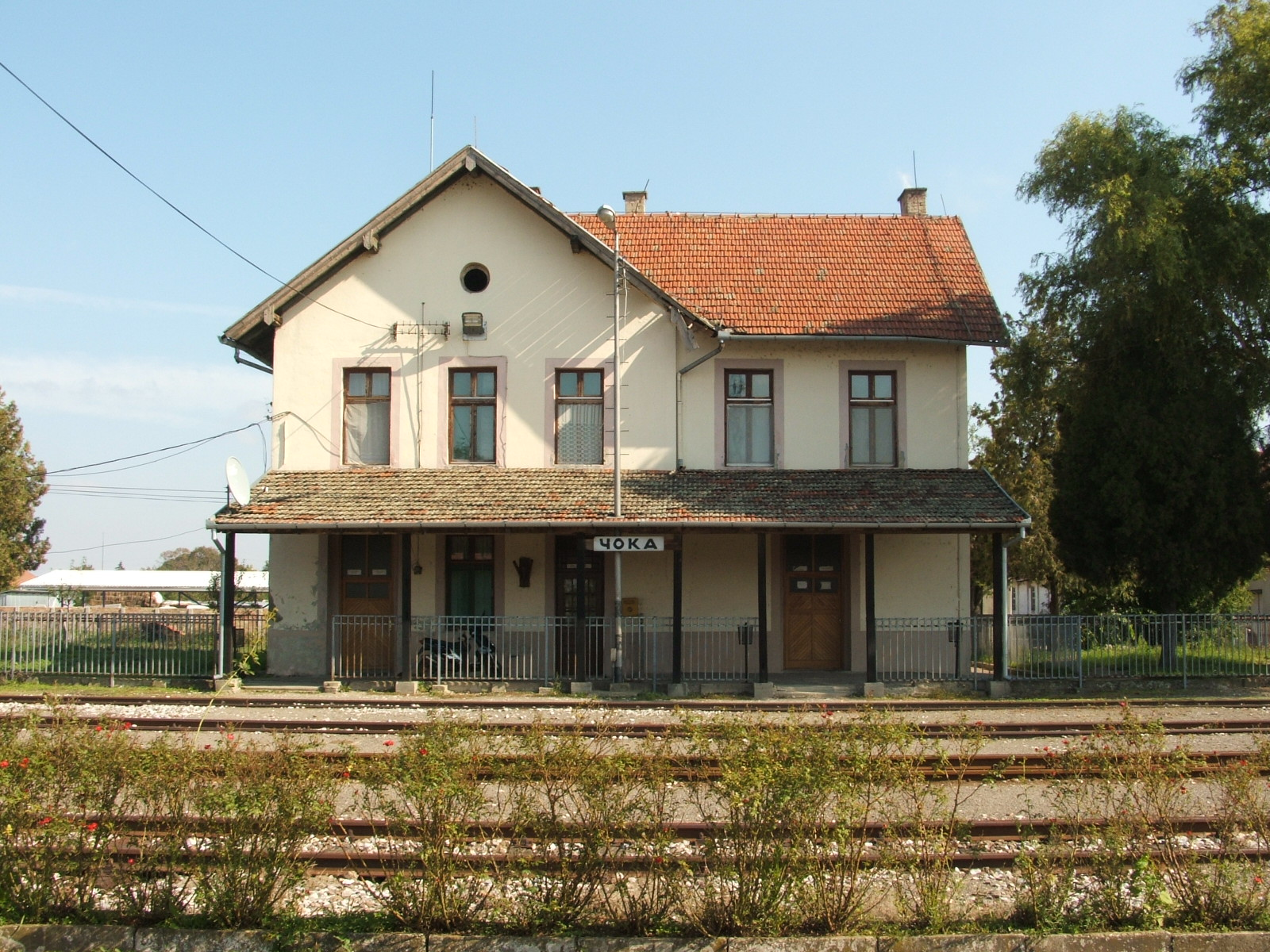
Csóka állomás
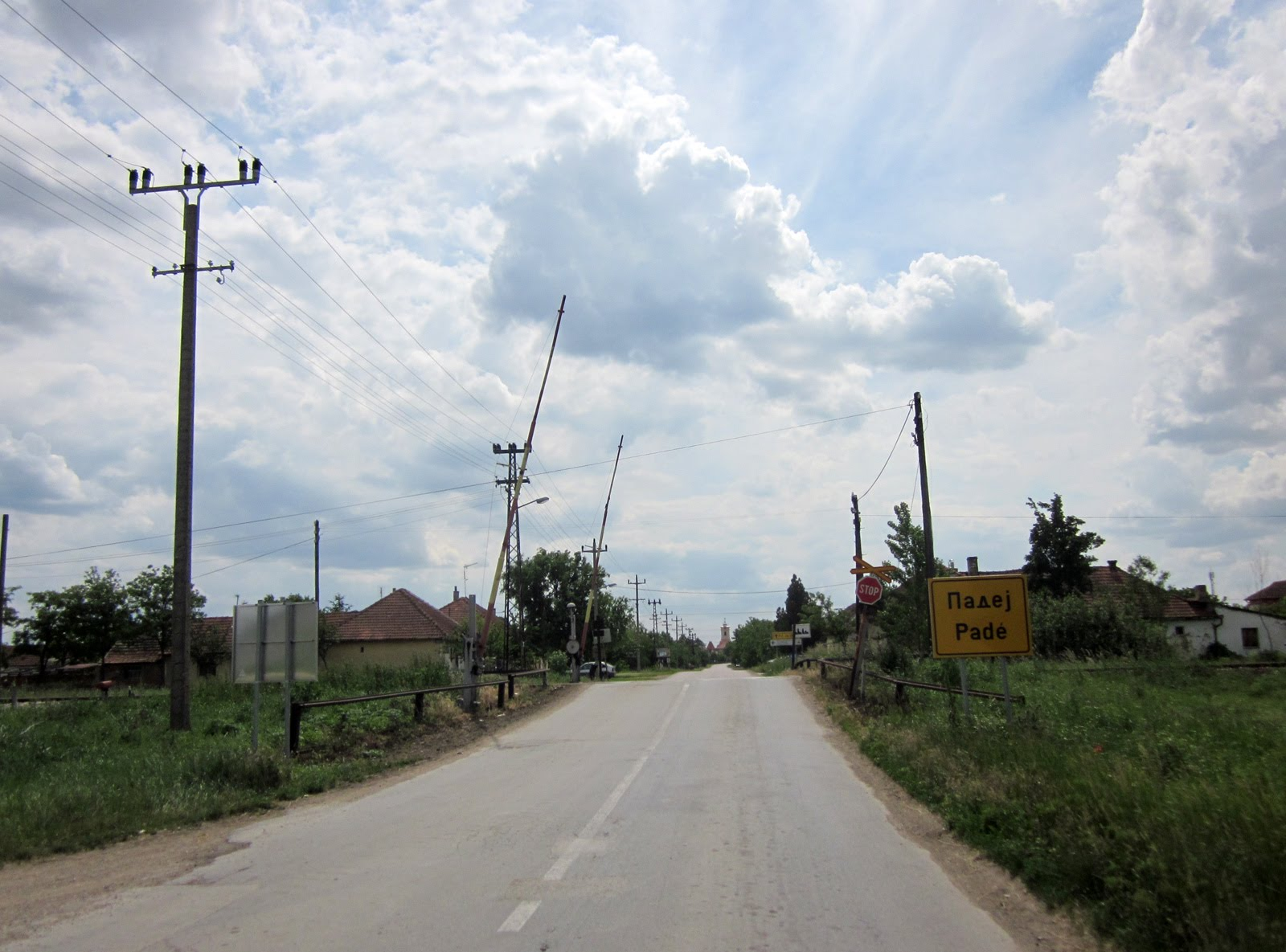
Útátjáró Padénál
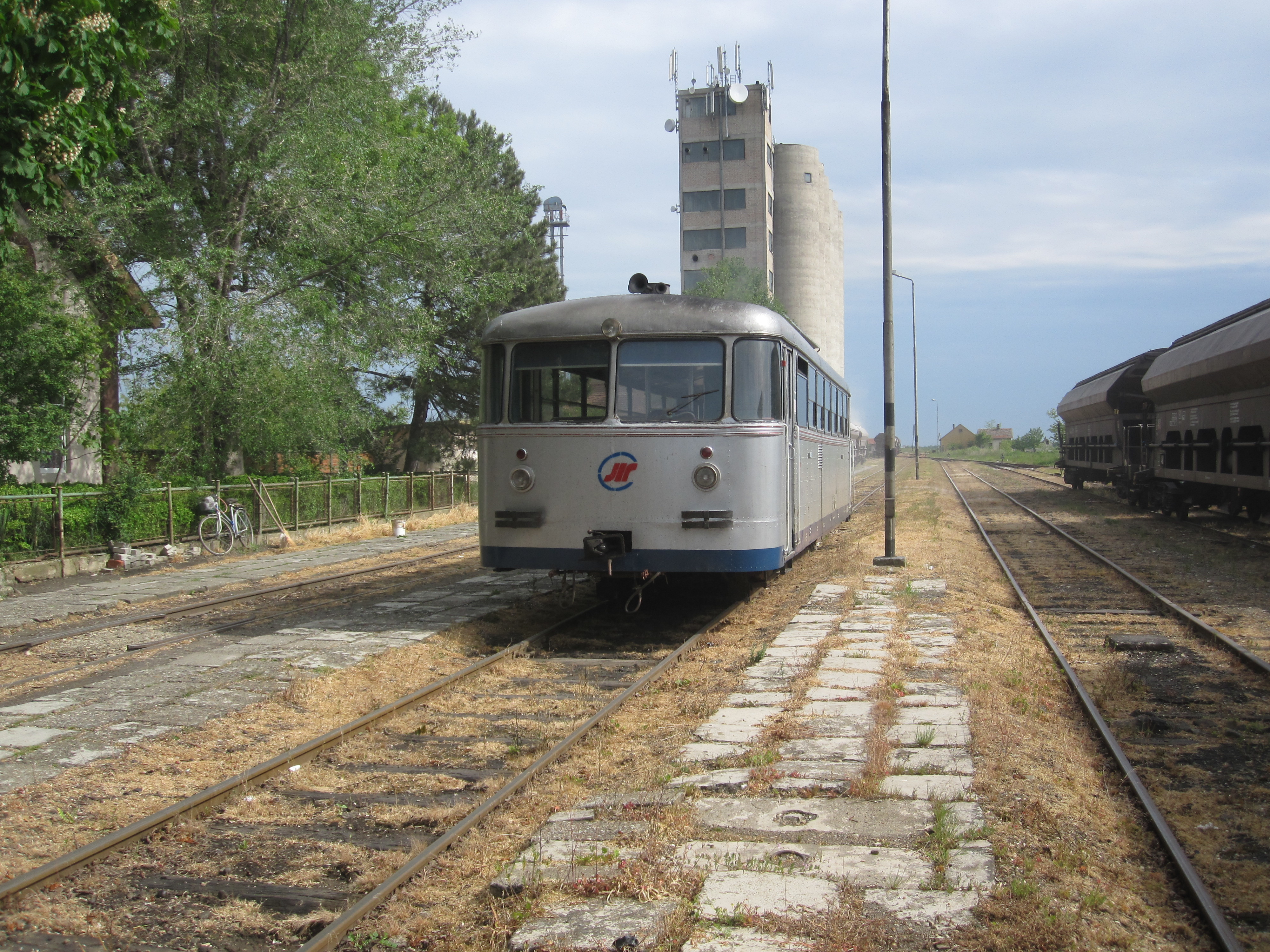
Sinobusz Karlován (Beodra)